# ティツィアーノ・パスクアーリ
ティツィアーノ・パスクアーリ（Tiziano Pasquali、1994年7月14日 - ）は、ユナイテッド・ラグビー・チャンピオンシップ、ベネットン・ラグビーに所属するラグビーユニオン選手。

## プロフィール
- イタリア・ローマ出身。
- ポジションはプロップ(PR)。
- 身長 183cm、体重 111kg
- U20イタリア代表に選ばれたことがある[1]。
- イタリア代表キャップは25（2022年12月現在）でラグビーワールドカップ2019のイタリア代表に選ばれた[2]。

## 略歴
レスター・タイガース、ドンカスター・ナイツを経て、2016年、ベネットンに加入。 